# František Chochola

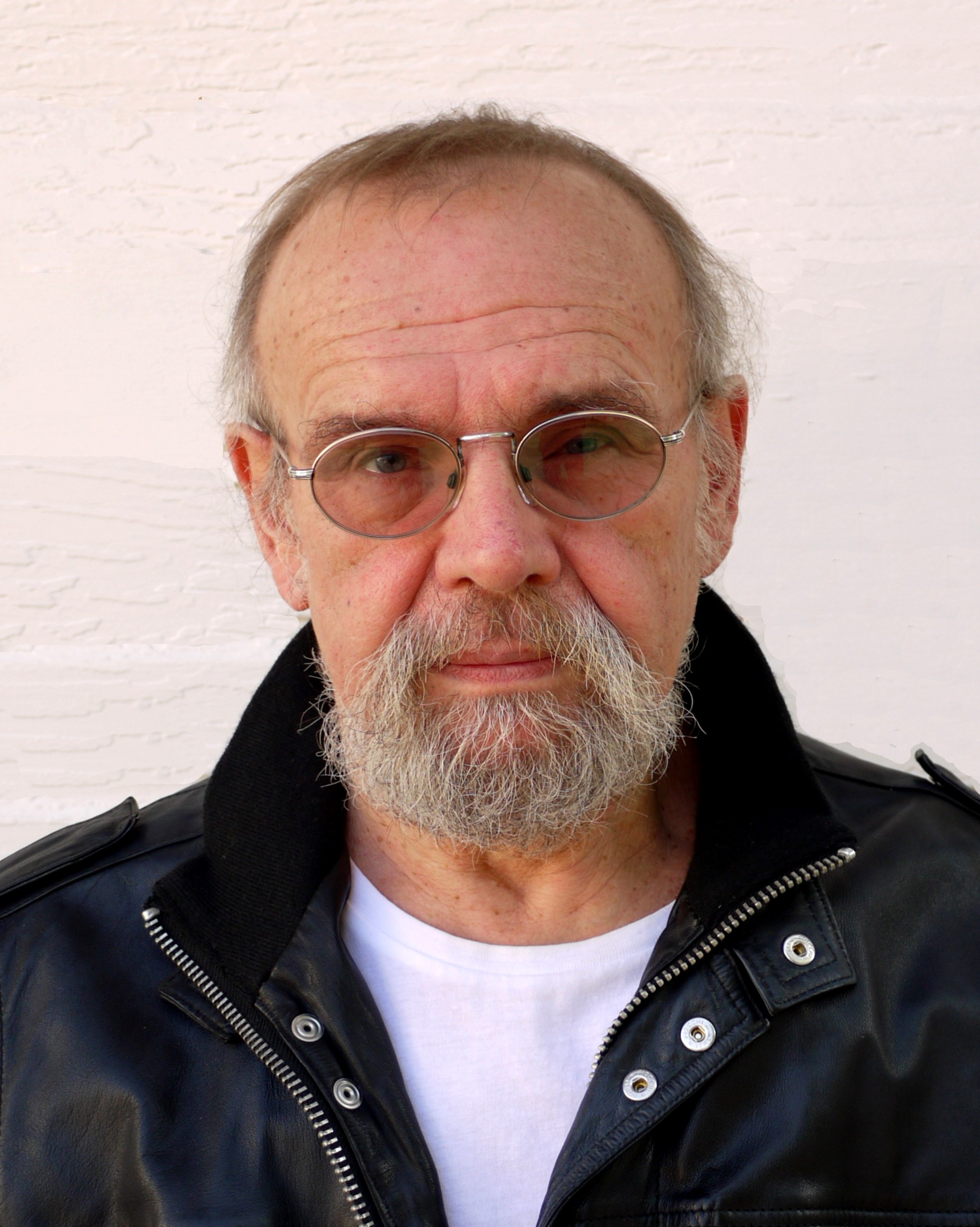
František Chochola

František Chochola (* 15. April 1943 in Kolín; † 6. Juli 2022 in Hamburg) war ein tschechisch-deutscher Bildhauer, Illustrator und Medailleur. Chochola ist vor allem durch seine Illustrationen von Kinderbüchern und die von ihm gestalteten Euro-Münzen bekannt geworden.

## Leben
Chochola war der Sohn eines Unternehmers. Nach Abschluss seines Studiums der Gartenplastik an der Kunst- und Gewerbeschule in Bechyně im Jahr 1963 arbeitete er als Restaurator in Kolín. Ab 1968 entwarf er als freier Künstler in Kolín und Prag Medaillen und illustrierte Bücher. Nach Ende des Prager Frühlings emigrierte Chochola Anfang der 1970er Jahre nach Hamburg. 1992 wurde František Chochola, der erst nach seiner Emigration die deutsche Sprache erlernt hatte, deutscher Staatsbürger. Seine Plastiken, Buchillustrationen und Entwürfe entstanden in seinem Atelier in Hamburg-Alsterdorf.
Chochola verstarb 79-jährig in Hamburg und wurde auf dem dortigen Friedhof Ohlsdorf beigesetzt.

## Medaillen und Münzen
- Medaille „Oscár Arias Sanches – Friedensnobelpreis Laureat“ Norges Bank 1990
- Medaille „Europa Einheit in Vielfalt – Die Entdeckung des Neptun durch den Astronomen J.G. Galle (1846)“[1]
- Medaille „Europa Einheit in Vielfalt – Wilhelm Hauff“, 1999
- 1. Preis – 10 Deutsche Mark Silbergedenkmünze „Goethe und Weimar“, 1999
- 1. Preis – 10 Deutsche Mark Silbergedenkmünze „Albert Gustav Lortzing“, 2001.
- Euro-Kursmünzensatz der Republik San Marino, 2002
- 1. Preis –  Deutsche 10-Euro-Silbergedenkmünze „documenta Kassel“, 2002
- 1. Preis –  Deutsche Zehn-Euro-Silbergedenkmünze „Museumsinsel Berlin“, 2002
- 1. Preis –  Deutsche Zehn-Euro-Silbergedenkmünze „Columbus – Europas Labor für die Internationale Raumstation ISS“, 2002
- 1. Preis –  Deutsche Zehn-Euro-Silbergedenkmünze „125. Geburtstag des Schriftstellers Franz Kafka“, 2008
- 1. Preis –  Deutsche Zehn-Euro-Silbergedenkmünze „50 Jahre Gorch Fock“, 2008
- 1. Preis –  Deutsche Zwanzig-Euro-Goldmünzen „Deutscher Wald“, 2011, 2012, 2013 und 2015
- 1. Preis –  Deutsche Hundert-Euro-Goldmünze „UNESCO Welterbe - Kloster Lorsch“
- 1. Preis –  Deutsche Zwei-Euro-Silbergedenkmünze „Porta Nigra“ (2017 ausgegeben als Nummer 12 der Umlaufmünze), 2014
- 1. Preis –  Deutsche Zwanzig-Euro-Goldmünzen „Pirol, Schwarzspecht“, 2015
- 1. Preis –  Deutsche Zwanzig-Euro-Silbergedenkmünze „100 Jahre Weimarer Reichsverfassung“, 2019[2]
- 1. Preis –  Deutsche Zwanzig-Euro-Silbergedenkmünze „300. Geburtstag Freiherr von Münchhausen“, 2020
- 1. Preis –  Deutsche Zwanzig-Euro-Silbergedenkmünze „200. Geburtstag Sebastian Kneipp“, 2021[3]

## Ausstellungen
- 1975 Hamburg – Galerie Mensch „Plastik, Relief: Illustration“
- 1997 Düsseldorf – Heinrich-Heine-Institut
- 1977 Hamburg – Katholische Akademie: Illustrationen
- 1978 Hamburg – Kunsthaus Hamburg: Skulpturen
- 1979 Kassel – Ausstellung der Bewerber der Deutschen Akademie Rom Villa Massimo
- 1990 Hamburg – Kunststück „Skulptur“
- 1993 Kolín, CZ – Regionální muzeum: „Výtvarné umění na Kolínsku od 40. let po současnost“
- 1994 Hannover – Museum August Kestner: Medaillen
- 1995 Paderborn – Kulturtage: Skulpturen
- 1999 Hamburg – Sammlung Reemtsma „the Little Smoker“ und „the Lady Smoker“
- 1999–2000 Waldaschaff – Deutsches Medaillen Museum „Plastiken und Medaillen“
- 2003 Dresden – Gottfried-Semper-Club Dresden e.V.: „Künstler ehren Semper“
- 2024 Hamburg – The Yard Gallery (Tonali): „Allein gegen den Wind“

## Auszeichnungen
- Münze des Jahres 1999 - 10 DM Silbermünze - „Europäische Kulturhauptstadt Weimar / Goethe“
- Graveurpreis „Johann Veit Döll“ der Stadt Suhl in Gold, 2002[4]
- Coin of the Year - Award 2010, Best Solver Coin 2010 - coty award -> Franz Kafka
- Münze des Jahres 2019 - 20 Euro Silbergedenkmünze - "100 Jahre Weimarer Reichsverfassung

## Buchillustrationen
- Sandmann: Gute-Nacht-Geschichten; zum Vorlesen und Träumen, erzählt von Ilonka Breitmeier. Junge Welt, Berlin 2001, ISBN 3-7302-1464-0.
- Der alte Silvester und das Jahrkind, ein Märchen, erzählt von Eduard Mörike. Urachhaus, Stuttgart 1980, ISBN 3-87838-288-X.